# ويد فنتون
ويد فنتون (بالإنجليزية: Wade Fenton)‏ هو لاعب دوري الرغبي أسترالي، ولد في 31 يوليو 1971.